# حمض معدني

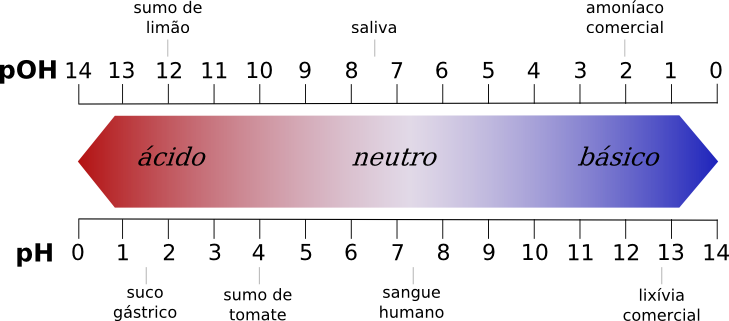

الحَمْض المَعدِنيّ هو أي حَمض مشتق من المعادن اللاعضوية من طريق التفاعلات الكيميائية. الأحماض المعدنية تُستعمل عواملَ حفازة، وعوامل مساعدة كما في حالة حمض الكبريتيك مجففًا للغازات من الرطوبة (الماء)، وتستعمل أيضاً عواملَ منظفةً في صناعة الإلكترونيات.
تتميز بسهولة ذوبانها في الماء؛ فهي مركبات قطبية، أي إنها متأينة في الماء، ولها شِحنات سالبة وموجبة. وتوجد أحماض معدنية ضعيفة، مثل: حمض الفوسفوريك، وأغلبيتها أحماض قوية. معظم الأحماض المعدنية لونها شفاف، رائق ولكن أحيانًا يتعكر لونها لوجود بعض الشوائب والغازات.
أمثلة للأحماض المعدنية:
1. حمض الكبريتيك
2. حمض النيتريك
3. حمض الهيدروكلوريك
4. حمض الفوسفوريك